# 蓝色快报
《蓝色快报》是一份面向山东半岛蓝色经济区发行的日报，由山东大众报业集团主办主管。据其报业集团网站的介绍，该报创办背景是2009年4月胡锦涛视察山东并作出打造山东半岛蓝色经济区的指示，和其后2011年1月中华人民共和国国务院对《山东半岛蓝色经济区发展规划》的正式批复等，经国家新闻出版总署批准，创刊于2012年7月17日。
报纸注册地址在山东省济南市，而其编辑部的实际工作地方在山东省烟台市，在创办不到一年之后，山东省新闻出版局以《蓝色快报》违反《报纸出版管理规定》中的禁止异地办报、禁止“刊登低俗内容”等规定，对其作出停刊3个月处分，其副主编在接受采访时认为《蓝色快报》在烟台经营而受到了当地媒体和有关部门的排挤。7月5日《蓝色快报》副总编曲全承在其微博以图片方式发布“蓝色快报休刊启事”并在启示版中附上舒婷的诗歌《也许》，休刊启事落款为“《蓝色快报》编辑部”。